# Ефіопія на зимових Олімпійських іграх 2010
Ефіопія на зимових Олімпійських іграх 2010 була представлена 1 спортсменом в 1 виді спорту.

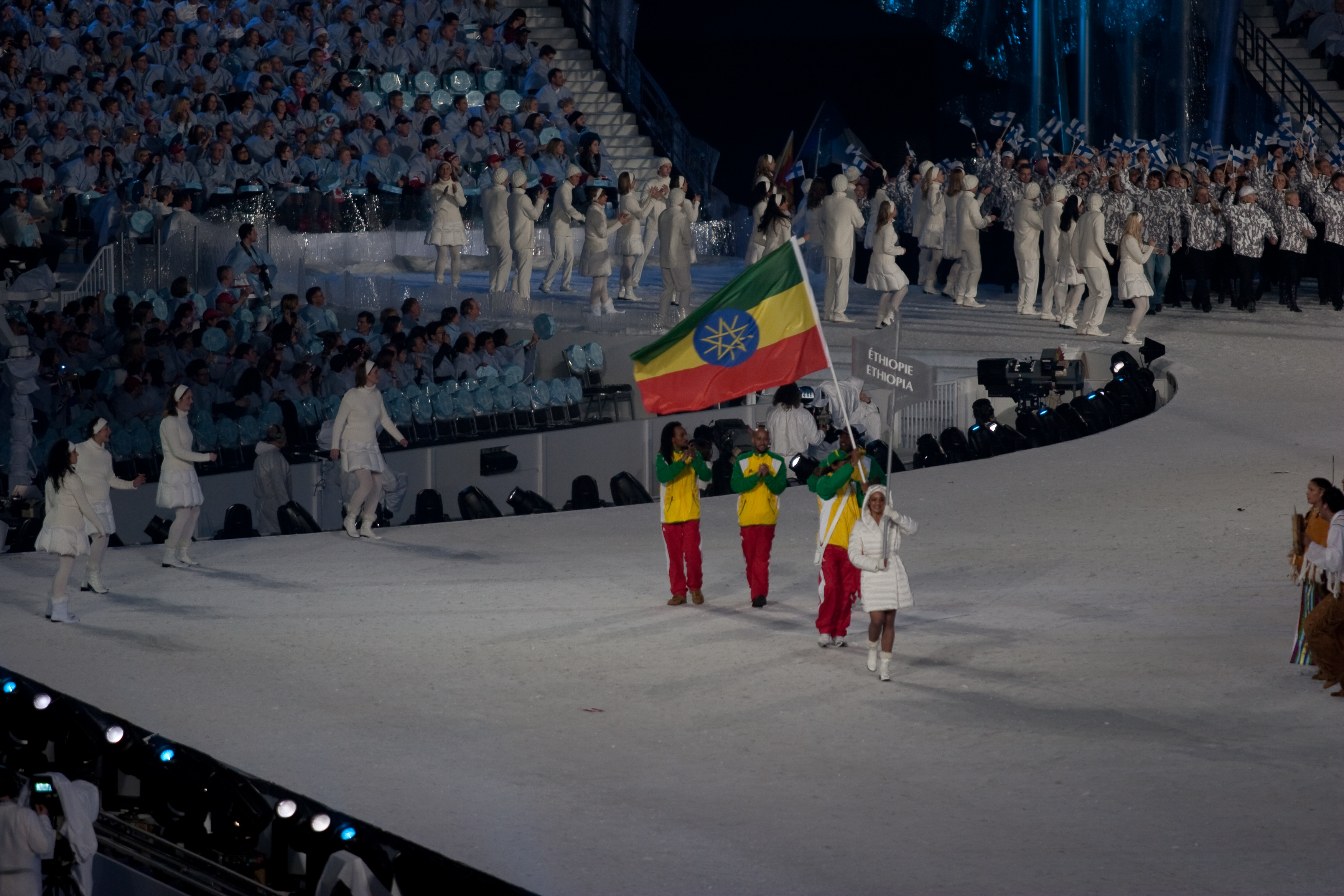
Збірна Ефіопії під час Параду націй на церемонії відкриття Олімпіади